# Kenia op de Olympische Zomerspelen 2012
Kenia nam deel aan de Olympische Zomerspelen 2012 in Londen, Verenigd Koninkrijk.

## Medailleoverzicht
| Sport    | Olympiër                | Onderdeel              | Medaille |
| -------- | ----------------------- | ---------------------- | -------- |
| Atletiek | David Rudisha           | 800m (m)               | Goud     |
| Atletiek | Ezekiel Kemboi          | 3000m steeplechase (m) | Goud     |
| Atletiek | Abel Kirui              | marathon (m)           | Zilver   |
| Atletiek | Vivian Cheruiyot        | 5000m (v)              | Zilver   |
| Atletiek | Sally Kipyego           | 10000m (v)             | Zilver   |
| Atletiek | Priscah Jeptoo          | marathon (v)           | Zilver   |
| Atletiek | Timothy Kitum           | 800m (m)               | Brons    |
| Atletiek | Thomas Pkemei Longosiwa | 5000m (m)              | Brons    |
| Atletiek | Abel Mutai              | 3000m steeplechase (m) | Brons    |
| Atletiek | Wilson Kipsang          | marathon (m)           | Brons    |
| Atletiek | Pamela Jelimo           | 800m (v)               | Brons    |
| Atletiek | Vivian Cheruiyot        | 10000m (v)             | Brons    |
| Atletiek | Milcah Chemos Cheywa    | 3000m steeplechase (v) | Brons    |

## Deelnemers en resultaten
(m) = mannen, (v) = vrouwen

### Atletiek
| Olympiër                                                                    | Onderdeel              | Resultaat | Prestatie                                                                             |
| --------------------------------------------------------------------------- | ---------------------- | --------- | ------------------------------------------------------------------------------------- |
| Antony Chemut                                                               | 800m (m)               | 14e       | serie 6: 2de in 1.47,42 halve finale 1: 4de in 1.45,63                                |
| Timothy Kitum                                                               | 800m (m)               | Brons     | serie 3: 2de in 1.45,72 halve finale 2: 2de in 1.44,63 finale: 3de in 1.42,53         |
| David Lekuta Rudisha                                                        | 800m (m)               | Goud      | serie 2: 1ste in 1.45,90 halve finale 3: 1ste in 1.44,35 finale: 1ste in 1.40,91 (WR) |
| Nixon Kiplimo Chepseba                                                      | 1500m (m)              | 11e       | serie 3: 9de in 3.42,29 halve finale 2: 4de in 3.34,89 finale: 11de in 3.39,04        |
| Silas Kiplagat                                                              | 1500m (m)              | 7e        | serie 2: 4de in 3.39,79 halve finale 2: 2de in 3.34,60 finale: 7de in 3.36,19         |
| Asbel Kiprop                                                                | 1500m (m)              | 12e       | serie 1: 3de in 3.36,59 halve finale 1: 2de in 3.42,92 finale: 12de in 3.43,83        |
| Isiah Kiplangat Koech                                                       | 5000m (m)              | 5e        | serie 1: 2de in 13.25,64 finale: 5de in 13.43,83                                      |
| Thomas Pkemei Longosiwa                                                     | 5000m (m)              | Brons     | serie 2: 3de in 13.15,41 finale: 3de in 13.42,36                                      |
| Edwin Cheruiyot Soi                                                         | 5000m (m)              | 18e       | serie 1: 6de in 13.27,06                                                              |
| Wilson Kiprop                                                               | 10000m (m)             | DNF       | niet gefinisht                                                                        |
| Moses Ndiema Masai                                                          | 10000m (m)             | 12e       | 27.41,34                                                                              |
| Bedan Karoki Muchiri                                                        | 10000m (m)             | 5e        | 27.32,94                                                                              |
| Vincent Kiplangat Kosgei                                                    | 400m horden (m)        | 40e       | serie 3: 7de in 50,80                                                                 |
| Boniface Mucheru                                                            | 400m horden (m)        | 35e       | serie 6: 6de in 50,33                                                                 |
| Ezekiel Kemboi                                                              | 3000m steeplechase (m) | Goud      | serie 3: 2de in 8.20,97 finale: 1ste in 8.18,56                                       |
| Brimin Kiprop Kipruto                                                       | 3000m steeplechase (m) | 5e        | serie 2: 1ste in 8.28,62 finale: 5de in 8.23,03                                       |
| Abel Mutai                                                                  | 3000m steeplechase (m) | Brons     | serie 1: 3de in 8.17,70 finale: 3de in 8.19,73                                        |
| Vincent Mumo Kiilu Alphas Leken Kishoyian Boniface Mucheru Boniface Mweresa | 4x400m (m)             | DSQ       | serie 1: gediskwalificeerd                                                            |
| Wilson Kipsang                                                              | Marathon (m)           | Brons     | 2:09.37                                                                               |
| Abel Kirui                                                                  | Marathon (m)           | Zilver    | 2:08.27                                                                               |
| Emmanuel Mutai                                                              | Marathon (m)           | 17e       | 2:14.49                                                                               |
| Julius Yego                                                                 | speerwerpen (m)        | 12e       | kwalificatiegroep B: 5de met 81,81m finale: 12de met 77,15m                           |
|                                                                             |                        |           |                                                                                       |
| Joy Nakhumicha Sakari                                                       | 400m (v)               | 24e       | serie 1: 3de in 51,85 halve finale 1: 8ste in 52,95                                   |
| Janeth Jepkosgei Busienei                                                   | 800m (v)               | 8e        | serie 6: 1ste in 2.01,04 halve finale 2: 2de in 1.58,26 finale: 8ste in 2.00,19       |
| Pamela Jelimo                                                               | 800m (v)               | 4e        | serie 4: 1ste in 2.00,54 halve finale 1: 1ste in 1.59,42 finale: 4de in 1.57,59       |
| Cherono Koech                                                               | 800m (v)               | 15e       | serie 5: 3de in 2.08,43 halve finale 3: 5de in 2.00,53                                |
| Faith Chepngetich Kipyegon                                                  | 1500m (v)              | 19e       | serie 3: 9de in 4.08,78                                                               |
| Hellen Obiri                                                                | 1500m (v)              | 12e       | serie 1: 4de in 4.05,40 halve finale 2: 4de in 4.02,30 finale: 12de in 4.16,57        |
| Eunice Jepkoech Sum                                                         | 1500m (v)              | 38e       | serie 2: 10de in 4.16,95                                                              |
| Vivian Cheruiyot                                                            | 5000m (v)              | Zilver    | serie 2: 2de in 15.01,54 finale: 2de in 15.04,73                                      |
| Viola Jelagat Kibiwot                                                       | 5000m (v)              | 6e        | serie 1: 3de in 14.59,31 finale: 6de in 15.11,59                                      |
| Sally Kipyego                                                               | 5000m (v)              | 4e        | serie 2: 3de in 15.01,87 finale: 4de in 15.05,79                                      |
| Vivian Cheruiyot                                                            | 10000m (v)             | Brons     | 30.30,44                                                                              |
| Sally Kipyego                                                               | 10000m (v)             | Zilver    | 30.26,37                                                                              |
| Joyce Chepkirui                                                             | 10000m (v)             | DNF       | niet gefinisht                                                                        |
| Maureen Jelagat Maiyo                                                       | 400m horden (v)        | 41e       | serie 1: 7de in 1.02,16                                                               |
| Milcah Chemos Cheywa                                                        | 3000m steeplechase (v) | 4e        | serie 1: 3de in 9.27,09 finale: 4de in 9.09,88                                        |
| Mercy Wanjiku Njoroge                                                       | 3000m steeplechase (v) | 10e       | serie 3: 3de in 9.25,99 finale: 10de in 9.26,73                                       |
| Lydia Chebet Rotich                                                         | 3000m steeplechase (v) | 25e       | serie 2: 8ste in 9.42,03                                                              |
| Priscah Jeptoo                                                              | marathon (v)           | Zilver    | 2:23.12                                                                               |
| Mary Keitany                                                                | marathon (v)           | 4e        | 2:23.56                                                                               |
| Edna Kiplagat                                                               | marathon (v)           | 20e       | 2:27.52                                                                               |

### Boksen
| Olympiër          | Onderdeel | Resultaat | Prestatie                             |
| ----------------- | --------- | --------- | ------------------------------------- |
| Benson Njangiru   | -52kg (m) | 17e       | 1ste ronde: V van EGY Abdelaal: 16-19 |
|                   |           |           |                                       |
| Elizabeth Andiego | -75kg (v) | 9e        | 1ste ronde: V van KAZ Volnova: 11-20  |

### Gewichtheffen
| Olympiër            | Onderdeel | Resultaat | Prestatie                                                   |
| ------------------- | --------- | --------- | ----------------------------------------------------------- |
| Mercy Apondi Obiero | -69kg (v) | 13e       | trekken: 14de met 76kg stoten: 13de met 105kg totaal: 181kg |

### Zwemmen
| Olympiër      | Onderdeel            | Resultaat | Prestatie                                           |
| ------------- | -------------------- | --------- | --------------------------------------------------- |
| David Dunford | 50m vrije slag (m)   | 27e       | serie 5: 3de in 22,72                               |
| David Dunford | 100m vrije slag (m)  | 26e       | serie 5: 3de in 49,60                               |
| Jason Dunford | 100m vlinderslag (m) | 12e       | serie 5: 4de in 52,23 halve finale 2: 8ste in 52,16 |